# Berhidai löszvölgyek
Berhidai löszvölgyek este o arie protejată (arie specială de conservare — SAC, sit de importanță comunitară — SCI) din Ungaria întinsă pe o suprafață de 127,12 ha, integral pe uscat.

## Localizare
Centrul sitului Berhidai löszvölgyek este situat la coordonatele 47°05′16″N 18°08′00″E / 47.0878°N 18.1333°E.

## Înființare
Situl Berhidai löszvölgyek a fost declarat sit de importanță comunitară în mai 2004 pentru a proteja 1 specie de plante și 2 specii de animale. Situl a fost protejat și ca arie specială de conservare în februarie 2010.

## Biodiversitate
Situată în ecoregiunea panonică, aria protejată conține 4 habitate naturale: Tufărișuri subcontinentale peripanonice, Pajiști stepice panonice pe loess, Fânețe de joasă altitudine (Alopecurus pratensis, Sanguisorba officinalis), Pajiști uscate seminaturale și facies de acoperire cu tufișuri pe substraturi calcaroase (Festuco-Brometalia) (* situri importante pentru orhidee).
La baza desemnării sitului se află mai multe specii protejate:
- plante (1): sisinei (Pulsatilla grandis)
- nevertebrate (2): fluturele auriu (Euphydryas aurinia), Isophya costata

Pe lângă speciile protejate, pe teritoriul sitului au mai fost identificate 4 specii de plante.